# Stadion im. Slavka Maletina Vavy
Stadion Slavko Maletin Vava (serb. Стадион Славко Малетин Вава, Stadion Slavko Maletin Vava) – wielofunkcyjny stadion w Bačkiej Palance, w Serbii. Może pomieścić 5 500 widzów. Swoje spotkania rozgrywa na nim drużyna Bačka Bačka Palanka.